# Meehyun Chung

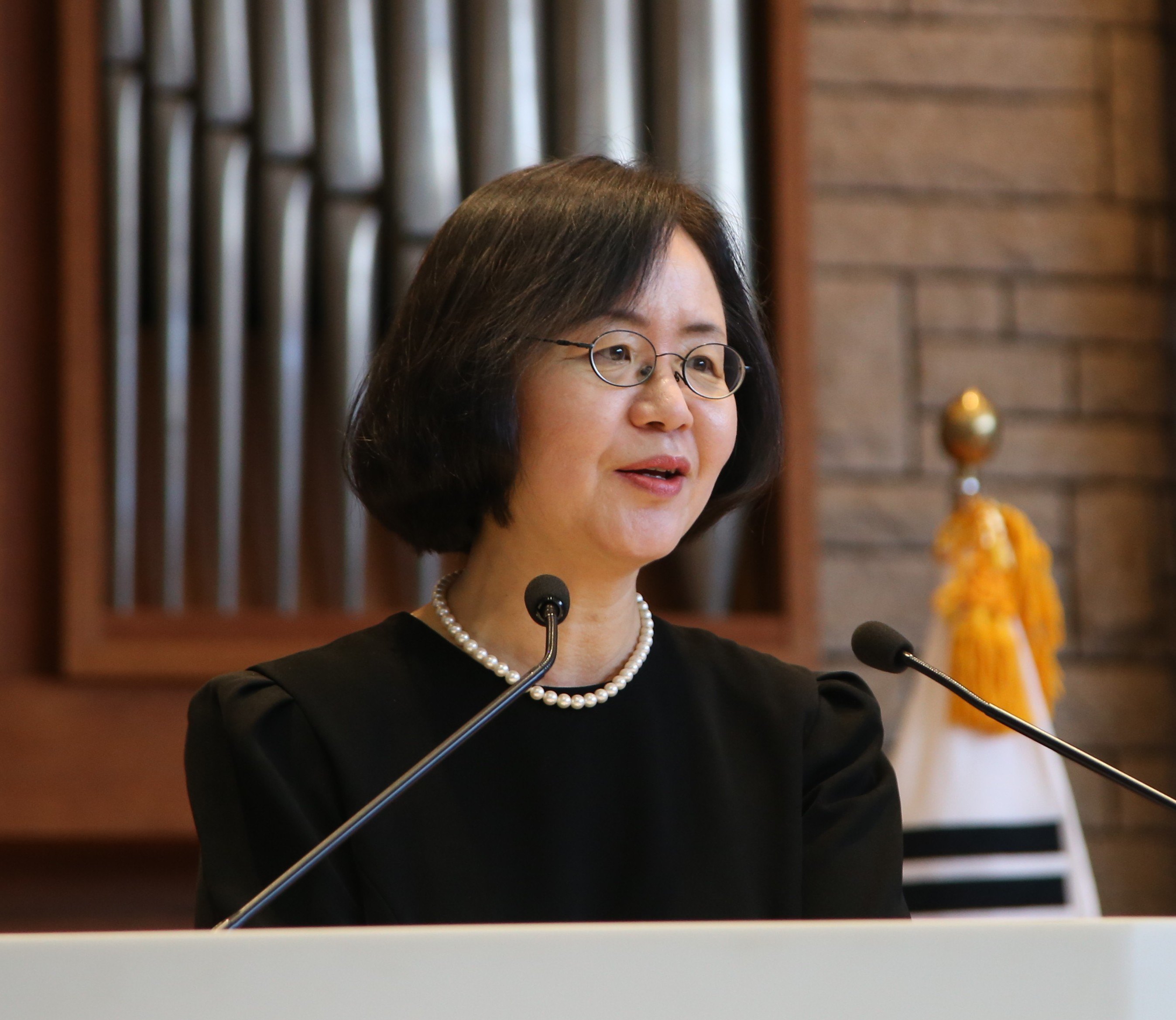
Meehyun Chung (2018)

Meehyun Chung (정미현; * 1963 in Seoul) ist eine koreanische evangelische Theologin und Kirchenhistorikerin. Sie ist Professorin an der United Graduate School of Theology der christlichen Yonsei-Universität und die erste weibliche Studierenden-Pfarrerin an dieser Universität.

## Leben
Meehyun Chung, geboren und aufgewachsen in Südkorea, erhielt ihren B.A. in Germanistik und den M.A. in Systematischer Theologie von der Ewha Womans University in Seoul. An der Universität Basel promovierte sie 1993 mit einer Arbeit über Karl Barth, Josef Lukl Hromádka und Korea bei Jan Milič Lochman zum Dr. theol. in Systematischer Theologie. Sie unterrichtete an der Ewha Woman’s University Undergraduate- und Graduate-Kurse in Theologie und Christentum, bevor sie von 2005 bis März 2013 als Leiterin der Abteilung Frauen und Gender bei Mission 21 in Basel arbeitete. Im April 2013 kehrte sie als Professorin nach Korea zurück.
Sie ist ordinierte Pfarrerin der presbyterianischen Kirche in der Republik Korea (PROK). Von 2001 bis 2006 war sie Vizepräsidentin der Ökumenische Vereinigung der Theologinnen der Dritten Welt (EATWOT). Sie veröffentlichte mehrere Artikel und Bücher zu zeitgenössischen theologischen Themen auf Koreanisch, Deutsch und Englisch. Ferner übersetzte sie zahlreiche theologische Werke, unter anderem von Barth, Lochman, Ulrich Zwingli, Dorothee Sölle und Lukas Vischer, ins Koreanische. Sie ist Herausgeberin des Korean Journal of Systematic Theology. In ihrer Arbeit versucht sie, kritische Gespräche zwischen dem globalen Norden und Süden und reformierten Traditionen zu aktuellen Themen zu führen.

## Forschung
Meehyun Chung ist Systematische Theologin, die an der Schnittstelle von Systematischer Theologie, Gender-Theorie, Ökumene und nachhaltiger Entwicklung arbeitet. Ihre Forschungsinteressen konzentrieren sich auf die Beziehung zwischen europäischer Theologie und Theologie aus dem globalen Süden, oder auf die Beziehung zwischen der reformierten Tradition und feministischen Ideen in Bezug auf kritische Reflexion von Macht, Spiritualität und sozialer Gerechtigkeit.
Eines ihrer auf Deutsch veröffentlichten Bücher trägt den Titel Reis und Wasser. Eine feministische Theologie aus Korea. Sie untersucht darin kritisch die koreanische Kultur und die Adaptation reformierter Tradition in koreanischer Theologie und Kirche. Sie veröffentlichte außerdem etliche Bücher auf Koreanisch.

## Ehrungen
2006 erhielt sie für ihre Doktorarbeit und andere Artikel den Karl-Barth-Preis der Evangelischen Kirche in Deutschland (EKD) und 2013 den Marga-Bührig-Förderpreis. Sie wurde 2017 bei einer Tagung der World Communion of Reformed Churches (WCRC) in Leipzig zu den zehn wichtigsten reformierten Theologen gezählt.

## Werke (Auswahl)
auf Deutsch erschienen
- Karl Barth, Josef Lukl Hromádka, Korea: das Verständnis von Offenbarung und Geschichte im Denken Karl Barths; ein Vergleich mit dem Offenbarungs- und Geschichtsverständnis Josef Lukl Hromádkas in Bezug auf ihre theologische und politische Tätigkeit. Alektor-Verlag, Berlin 1995, ISBN 978-3-88425-062-4 (zugleich Dissertation an der Universität Basel, 1993)
- mit Elisabeth Miescher: Weaving dreams: Festschrift zum 90. Geburtstag von Pfarrerin Dr. theol. h.c. Ruth Epting. Frank & Timme, Berlin 2009, ISBN 978-3-86596-198-3.
- mit Reiner Jansen: Versöhnung und Wandel: Festschrift für Martin Anton Schmidt zum 90. Geburtstag am 20. Juli 2009. Reinhardt, Basel 2009.
- Reis und Wasser: eine feministische Theologie in Korea. Frank & Timme, Berlin 2012, ISBN 978-3-86596-434-2.

auf Koreanisch erschienen
- Eine andere Feministische Theologie. Handle Press, Seoul 2007.
- Theologische Untersuchung der tschechischen Tradition. Yonsei University Press, Seoul 2015.
- Lillias Horton Underwood. Yonsei University Press, Seoul 2015.